# Amra (fanzine)
Amra fue un fanzine de ciencia ficción estadounidense editado en Chicago por George H. Scithers. Fue fundado en 1959 como órgano de la Hyboriaii Legion, una fandom del personaje Conan el Bárbaro de Lyon Sprague de Camp, y estuvo activo hasta julio de 1982. Varios de los artículos originalmente publicados en esta revista aparecieron posteriormente en reimpresiones como parte de dos volúmenes de Conan el Bárbaro coeditados por George H. Scithers y L. Sprague de Camp.
Centró sus artículos en noticias y eventos relacionados al fandom del género, además de artículos de crítica literaria e información sobre escritores de la ciencia ficción, y en específico sobre el Conan. En 1964 y 1968 ganó el Premio Hugo al mejor fanzine, y recibió una nominación al mismo galardón en 1962 sin alcanzar el premio.

## Espada y brujería
Fue en esta publicación donde el término sword and sorcery (en español, «espada y brujería» o «espada y hechicería») se gestaría cuando en 1961 Michael Moorcock publicó una carta solicitando un nombre para el tipo de aventuras fantásticas de las historias escritas por Robert Ervin Howard proponiendo el término fantasía épica. Sin embargo el célebre autor estadounidense de espada y hechicería Fritz Leiber respondió el 6 de abril de 1961 en la revista Ancalagon, sugiriendo espada y hechicería como una buena fórmula popular para el género, para posteriormente ampliar esta idea en el número de julio de 1961 de Amra al comentar:

«I feel more certain than ever that this field should be called the sword-and-sorcery story. This accurately describes the points of culture-level and supernatural element and also immediately distinguishes it from the cloak-and-sword (historical adventure) story—and (quite incidentally) from the cloak-and-dagger (international espionage) story too!»
«Estoy más seguro que nunca que a este género deberíamos llamarlo historias de espada y hechicería. Éste describe con precisión los elementos culturales y sobrenaturales, distinguiéndolo inmediatamente del género de capa y espada (aventura histórica) y (casi accidentalmente) de las historias de capa y daga (espionaje internacional) también!»
Fritz Leiber, Amra, julio de 1961, (citado en Joshi y Dziemianowiczp, 2005, p. 1098).

## Colaboradores
Entre sus múltiples colaboradores estuvieron Dan Adkins, Poul Anderson, Alicia Austin, Ruth Berman, Dainis Bisenieks, Redd Boggs, Anthony Boucher, John Boardman, Robert E. Briney, John Brunner, Ken Bulmer, L. Sprague de Camp, Catherine Crook de Camp, Ray Garcia Capella, Lin Carter, John D. Clark, Buck Coulson, Avram Davidson, Richard H. Eney, W. Paul Ganley, Jane Gaskell, Harry Harrison, C.C. Hebron, Frank Herbert, Dave Hulan, Roy Hunt, Fritz Leiber, Richard Lupoff, Archie Mercer, Beryl Mercer, P. Schyler Miller, Michael Moorcock, Bjorn Nyberg, Jerry Pournelle, E. Hoffman Price, P. Rasch, Robert Silverberg, Harry Warner, Jr., Ted White y Roger Zelazny.